# Pierre Cot
Pierre Cot (Grenoble, 20 de noviembre de 1895-Coise-Saint-Jean-Pied-Gauthier, 21 de agosto de 1977) fue un político francés del Partido Radical, ministro del Aire y del Comercio durante la Tercera República.

## Biografía

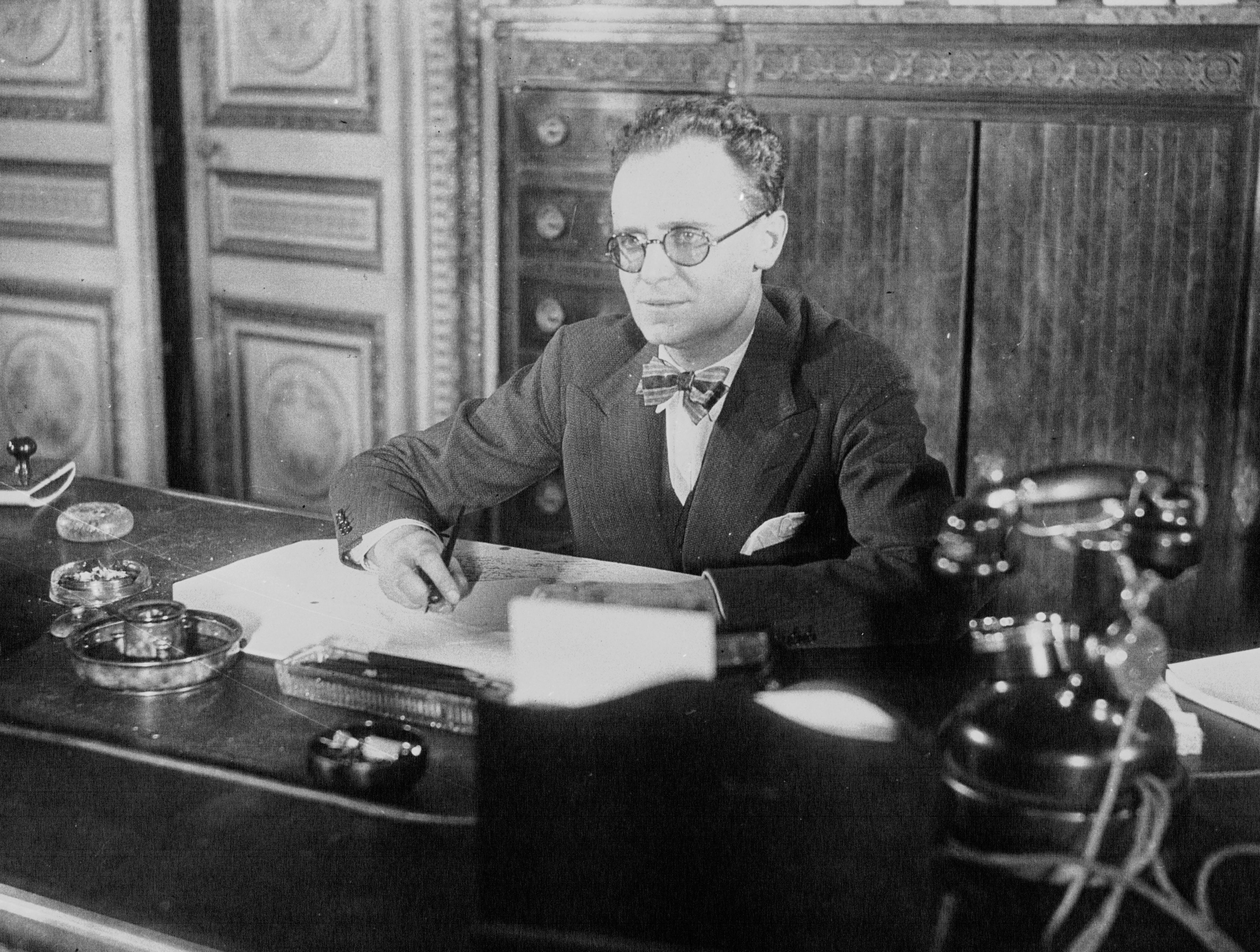
Cot, ministro del Aire, en su despacho (1933).

Nació el 20 de noviembre de 1895 en Grenoble, departamento de Isère.
Cot, que se inició en política como seguidor de Poincaré, en la década de 1920 se unió al Partido Radical.
En 1933 fue nombrado ministro del Aire en un gobierno Daladier, desarrollando un mandato que se caracterizó por su intento de «revigorizar» la industria aeronáutica. Con la llegada al gobierno del Frente Popular en 1936 repitió en dicho ministerio y nacionalizó entonces la industria aeronáutica. Tras el estallido de la Guerra civil española, Cot —que a lo largo del conflicto fue uno de los miembros del gobierno que se manifestó en contra de cumplir el Pacto de No Intervención— se caracterizó durante los primeros estadios de la guerra por ser el principal defensor dentro del gobierno del envío clandestino de armas al bando republicano, llegando a organizar junto a Jules Moch el suministro de 20 bombarderos Potez y 29 cazas Dewotine hacia julio de 1936, disponiendo una venta fingida de 50 aparatos al Hejaz, Finlandia y Brasil, que harían escala en España. También ocupó el cargo de ministro de Comercio durante el segundo gobierno Blum, formado en 1938, y fue diputado por Saboya entre 1928 à 1940 y entre 1946 y 1951 y diputado por Ródano entre 1951 y 1958.
Fue señalado como agente secreto soviético por Thierry Wolton, teoría discutida con posterioridad.
Falleció el 21 de agosto de 1977 en Coise-Saint-Jean-Pied-Gauthier, departamento de Saboya.